# Boda real entre Guillermo de Cambridge y Catherine Middleton
La boda real entre el príncipe Guillermo, duque de Cambridge y Catherine Middleton se celebró en la abadía de Westminster el 29 de abril de 2011.
El príncipe Guillermo, en aquel momento, segundo en la línea de sucesión al trono británico, conoció a Middleton en 2001, mientras estudiaban en la Universidad de Saint Andrews, la más antigua de Escocia. Su compromiso fue el 20 de octubre de 2010 y se anunció el 16 de noviembre de 2010. Después de la boda, la pareja pretendía seguir residiendo en la Isla de Anglesey en Gales del Norte, donde el príncipe Guillermo sirvió como piloto de la Real Fuerza Aérea británica.
Más de un millón de personas, británicas y extranjeras, se echaron a las calles de Londres para arropar a los futuros reyes del Reino Unido.

## La pareja

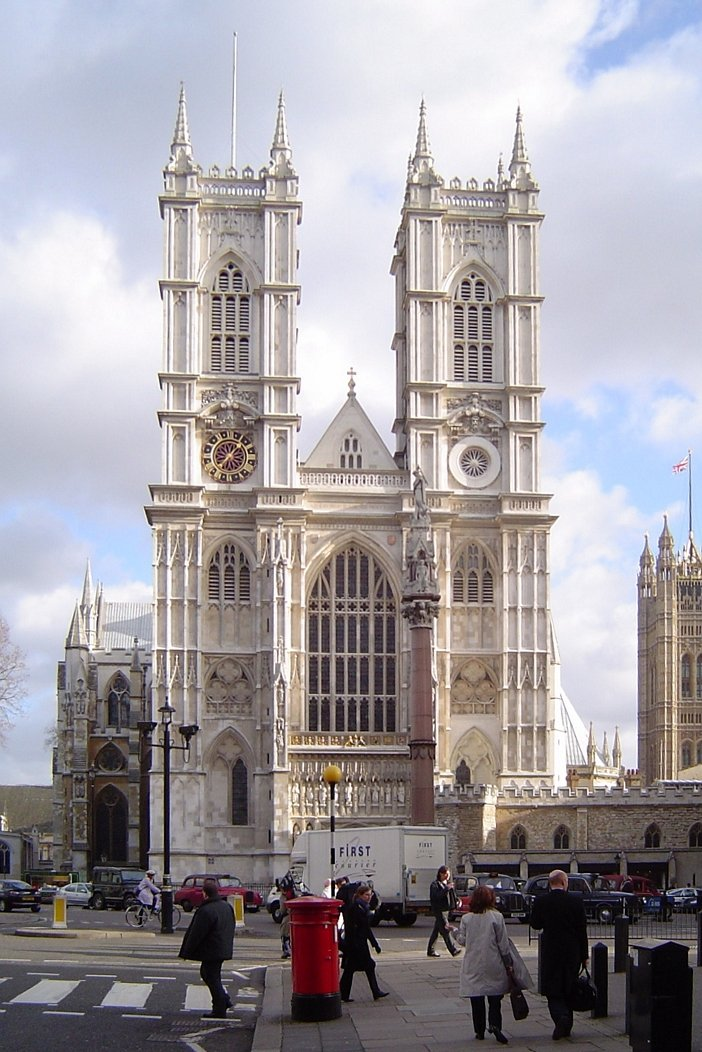
Westminster Abbey

El príncipe Guillermo es el hijo primogénito del entonces príncipe Carlos, príncipe de Gales y de Diana, princesa de Gales, y nieto de la reina Isabel II del Reino Unido y el príncipe Felipe, duque de Edinmburgo. Como tal, era el segundo, detrás de su padre, en la línea de sucesión al trono en dieciséis Estados independientes conocidos como los Reinos de la Mancomunidad. El príncipe Guillermo estudió en la Escuela Ludgrove, el Colegio Eton y la Universidad de Saint Andrews, después fue enviado a la Real Academia Militar de Sandhurst, luego fue transferido a la Real Fuerza Aérea británica, donde se convirtió en piloto rescatista en la isla de Anglesey en el norte de Gales.
Catherine Middleton es la mayor de tres hermanos nacidos de Michael y Carole Middleton. Fue educada en el Marlborough College y en la Universidad de Saint Andrews. Después de graduarse, trabajó en el negocio de sus padres.

## Anuncio del compromiso
Clarence House anunció el 16 de noviembre de 2010 que el príncipe Guillermo, primogénito del, por entonces, príncipe de Gales, se casaría con Catherine Middleton, su novia durante muchos años, en la primavera o en el verano de 2011, en Londres. Se habían comprometido en octubre de 2010 durante una fiesta privada en Kenia; el Príncipe le dio a Middleton el mismo anillo de compromiso que su padre le dio a la madre de Guillermo, Diana, princesa de Gales —un anillo de oro blanco de 18 quilates con un zafiro en forma de óvalo de 12 quilates, rodeado por 14 pequeños diamantes—.
El príncipe de Gales dijo que estaba «emocionado», a lo que añadió que «ellos han estado practicando lo suficiente», y la reina Isabel II dijo que estaba «absolutamente encantada» por la pareja, dando su consentimiento formal para el matrimonio, tal como lo exige la ley de Matrimonios Reales de 1772, durante el Consejo Privado británico en la mañana del compromiso.

## Reacciones
En abril de 2011 un total de 2.000 adultos británicos señalaron que el 35% del público tenía intenciones de ver la boda en televisión mientras que una proporción similar planeaba ignorar el evento por completo. Según planes reportados, las mujeres tenían más del doble de posibilidades (47%) de ver el evento que los hombres (23%).
Hubo más de 850 solicitudes para cubrir los festejos de la boda real en las calles de Londres, y cerca de 5.500 a través de Inglaterra y Gales. El grupo de campaña de lucha antimonarquía planeaba celebrar una fiesta en una calle alternativa.

### Amenazas variadas
La boda real fue objeto de amenazas de violencia y perturbación. En febrero, agencias de seguridad, incluyendo MI5, identificaron "grupos republicanos irlandeses disidentes" como posibles amenazas. El grupo « Musulmanes Contra las Cruzadas » anunció planes para una "demostración contundente" en la boda, llamando a la Familia Real "enemigos de Alá y su mensajero". Más tarde anunciaron el abandono de su protesta planeada.

### Protestas
Sesenta personas arrestadas en la reunión del TUC en la Marcha por la Alternativa tienen condiciones de la fianza que impiden su entrada al centro de Londres durante el transcurso de la boda.
El 28 de abril de 2011, Dr. Chris Knight y otros dos fueron arrestados "bajo sospecha de conspiración para causar fastidio público y quebrantamiento de la paz". Los tres estuvieron planeando una simulación de ejecución del príncipe Andrés en el centro de Londres al día siguiente para coincidir con la boda.

## Boda

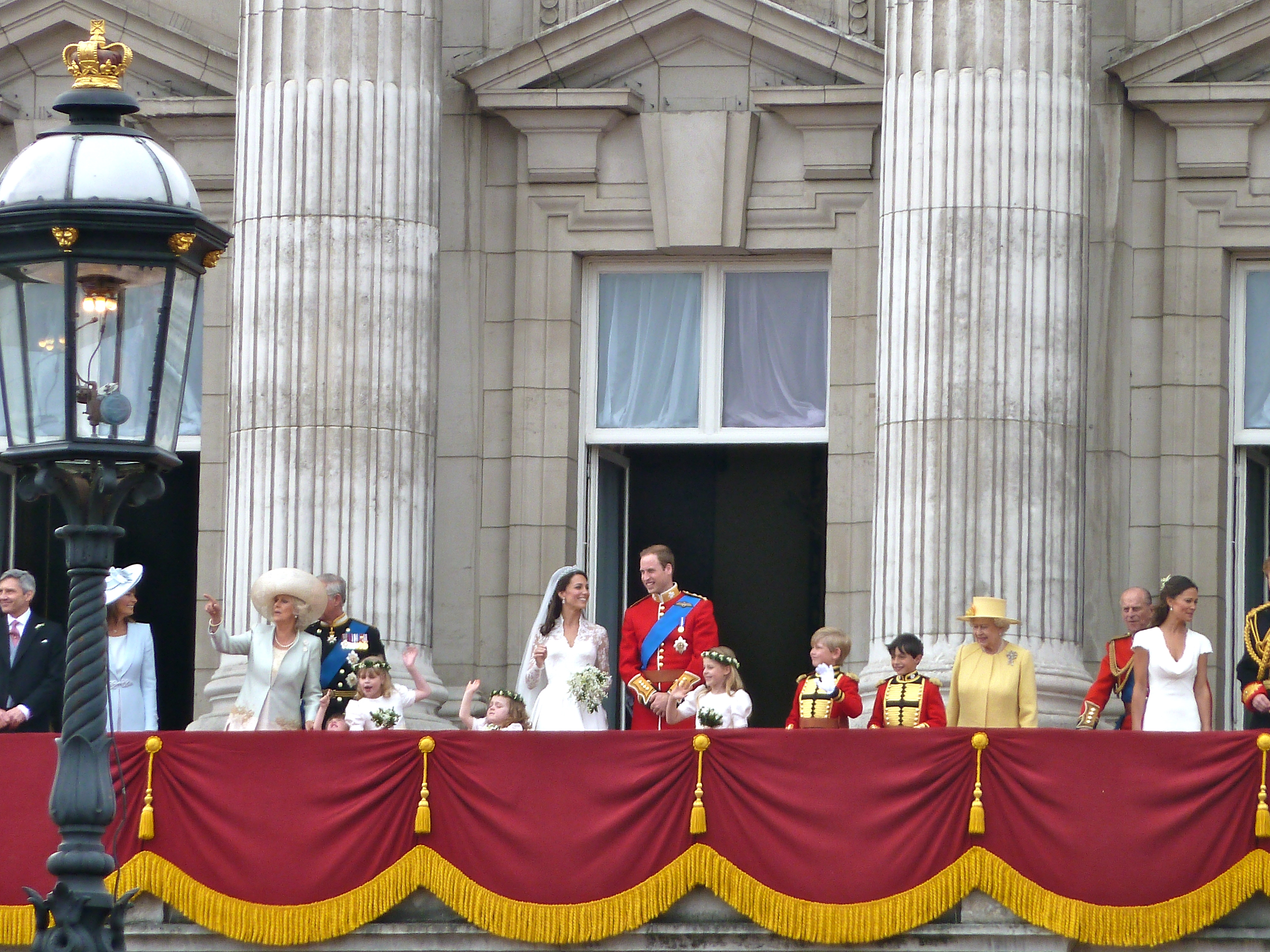
La boda real británica de 2011

La boda se celebró en la abadía de Westminster el 29 de abril de 2011 la tarta era muy especial constaba de 4 flores nacionales una rosa (Inglaterra) un cardo (Escocia) un trébol (Irlanda del Norte) y un narciso (Gales).

### Invitados principales

#### Familia Real Inglesa
- Reina Isabel II.
- Príncipe Felipe, duque de Edimburgo.
- Carlos, príncipe de Gales.
- Camila, duquesa de Cornualles.
- Príncipe Enrique.
- Andrés, duque de York.
- Princesa Beatriz.
- Princesa Eugenia.
- Eduardo, conde de Wessex.
- Sofía, condesa de Wessex.
- Ana, princesa real.
- Sir Timothy Laurence.
- Peter Phillips.
- Autumn Phillips.
- Zara Tindall.
- Mike Tindall.
- Vizconde Linley.
- Vizcondesa Linley.
- El hon. Charles Armstrong-Jones.
- Conde de Snowdon.
- Lady Sarah Chatto.
- Duque y duquesa de Gloucester.
- Conde y condesa de Úlster.
- Lord Culloden.
- Lady Davina Lewis.
- Gary Lewis.
- Lady Rose Gilman.
- Duque y duquesa de Kent.
- Princesa Alejandra de Kent.
- Príncipe y princesa Miguel de Kent.
- Conde y condesa de St. Andrews.
- Lord Downpatrick.
- Lady Marina Carlota Windsor.
- Lord Nicolás Windsor y Paola Doimi de Lupis.
- Lady Helen Taylor.
- Lord Federico Windsor y lady Sophie
- Lady Gabriella Windsor
- James Ogilvy.
- Lady Saltoun.

#### Celebridades
- Rowan Atkinson, actor, conocido popularmente como Mr. Bean.
- David Beckham, futbolista, acompañado por su esposa Victoria Beckham, cantante.
- Elton John, cantante, acompañado de su cónyuge David Furnish, productor y director de cine.
- Guy Ritchie, director de cine.
- Joss Stone, compositora, cantante y actriz.
- Mario Testino, fotógrafo.

## Fuente
1. ↑  Guillermo ya tiene a su 'princesa', en El Mundo de España.
2. 1 2 3  «El príncipe Guillermo regaló el anillo de Diana a su novia» (html). HERALDO.es. Agencia EFE. 16 de noviembre de 2010. Consultado el 26 de abril de 2011. «La pareja vivirá en el norte de Gales, donde el príncipe sirve en una unidad de la Real Fuerza Aérea del Reino Unido (RAF) después de graduarse como piloto de rescate el pasado septiembre. //...// Los dos aparecieron muy sonrientes en una sala del palacio de Saint James, él vestido con traje oscuro y ella con un elegante vestido entallado azul, y luciendo el anillo de Diana. Guillermo y Kate, ambos de 28 años, se prometieron oficialmente -aunque sin hacerlo público- este octubre durante unas vacaciones en Kenia, tras lo cual el príncipe buscó la bendición de su abuela, la reina Isabel II, para casarse, y pidió formalmente la mano de su prometida al padre de ésta, Michael Middleton. //...// El príncipe Guillermo explicó que dio a su prometida, Kate Middleton, el anillo de compromiso de Lady Di, porque "es mi manera de asegurarme de que mi madre no se pierde el día de hoy y toda la emoción". 
 El segundo en la línea de sucesión al trono británico, dijo ante los periodistas que tanto él como su novia están "muy felices" ante la perspectiva de su próxima boda, que se celebrará en primavera o verano del 2011.»
3. ↑  Lady Diana Archivado el 3 de noviembre de 2015 en Wayback Machine..
4. ↑   Clarence House (16 de noviembre de 2010). «Su Alteza Real el príncipe Guillermo de Gales y la señorita Catherine Middleton están comprometidos para casarse.» (en inglés). Queen's Printer. Archivado desde el original el 29 de noviembre de 2010. Consultado el 26 de abril de 2011.
5. ↑  «Guillermo de Inglaterra y Kate Middleton posan juntos tras el anuncio de su compromiso: «Estamos muy felices»». Hola.com. 16 de noviembre de 2010. Consultado el 26 de abril de 2011. «El Príncipe ha obsequiado a Kate con el anillo de compromiso de su madre, la princesa Diana. Un zafiro de 18 kilates rodeado por 14 pequeños diamantes de la firma Garrard Joyeros -que provee a la Familia Real británica desde 1843- que la propia Diana eligió y que en su momento inspiró miles de alianzas en todo el mundo.»
6. ↑  David Wilkes; Fay Schlesinger (17 de noviembre de 2010). «A ring fit for his mother... and his love: Prince William's sapphire and diamond engagement ring for Kate» (en inglés). Daily Mail. Consultado el 26 de abril de 2011. «With its oval blue sapphire surrounded by a cluster of 14 diamonds, the ring Prince William has given Kate Middleton is among the most famous in the world. 
 Lady Diana Spencer chose it for her engagement to Prince Charles in 1981 from a selection presented to her by the then Crown jewellers Garrard of Mayfair. It cost £28,500 but, unusually for a choice by a member of the Royal Family, it was not unique and any member of the public could buy the same ring from the Garrard catalogue. 
 While not everyone could afford to buy such a rock – the large central stone is a 12-carat oval Ceylon sapphire and the solitaire diamonds elegantly surrounding it are set in 18-carat white gold – Diana’s choice sparked a trend for similar- looking rings.»
7. ↑  «They have been practising long enough: Charles and Camilla welcome 'wicked' news of engagement» (en inglés). Daily Mail. noviembre de 2010. Consultado el 26 de abril de 2011. «The Prince of Wales said he was 'thrilled' by the engagement of his son Prince William to Kate Middleton, and then quipped: 'They have been practising long enough.'».
8. ↑  «Royal wedding: Prince William to marry Kate Middleton». BBC. 16 de noviembre de 2010. Consultado el 26 de abril de 2011. (en inglés)
9. ↑  «Reina Isabel II consiente formalmente boda real». Impre.com. abril de 2011. Archivado desde el original el 25 de enero de 2012. Consultado el 28 de abril de 2011.
10. ↑  Associated Press (abril de 2011). «Presentan lista de invitados a la boda real». El Mañana. Consultado el 26 de abril de 2011. «"Acta de consentimiento", mediante el cual la reina Isabel II consiente formalmente al casamiento del príncipe Guillermo con Kate Middleton, miércoles 20 de abril de 2011. Bajo el Gran Sello del Reino, la reina firma un documento en el que da su consentimiento a la unión de "Nuestro amadísimo nieto el príncipe Guillermo Arturo Felipe Luis de Gales (...) y nuestra leal y amada Catherine Elizabeth Middleton".» (enlace roto disponible en Internet Archive; véase el historial, la primera versión y la última).
11. ↑  Gibson, William (2 de diciembre de 2010). «One gives one's blessing». The Times Higher Education (Oxford: Oxford Brookes University). Consultado el 16 de diciembre de 2010.